# سفارة ألمانيا في الصين
سفارة ألمانيا في الصين هي أرفع تمثيل دبلوماسي لدولة ألمانيا لدى الصين. تقع السفارة في بكين وهي تهدف لتعزيز المصالح الألمانية في الصين.

## وصلات خارجية
- الموقع الرسمي
- قائمة سفارات ألمانيا
- قائمة السفارات في الصين